# تاکسی (فیلم ۱۹۹۶)
تاکسی (به انگلیسی: Taxi) یک فیلم به کارگردانی کارلوس سائورا است که در سال ۱۹۹۶ منتشر شد. از بازیگران آن می‌توان به کارلوس فوئنتس اشاره کرد.